# Васильева, Анна Михайловна
Анна Михайловна Васильева (14 декабря 1916 год, Бетюнский наслег, Амгинский улус — 1992 год, село Бетюнцы, Якутия) — председатель исполкома Бетюнского сельского Совета депутатов трудящихся Амгинского района Якутской АССР. Герой Социалистического Труда (1971). Депутат Верховного Совета Якутской ССР.

## Биография
Родилась в 1916 году в крестьянской семье в Бетюнском наслеге. Окончила четыре класса начальной школы, после чего трудилась счётчиком-писарем, заведующей фермой крупного рогатого скота в местном колхозе. В 1917 году вышла замуж за Ванифадия Васильева. С 1945 года — председатель Бетюнского исполкома сельского совета. Находилась на этой должности до 1977 года.
Будучи председателем Бетюнского райисполкома, занималась развитием сельского хозяйственного производства и строительством различных социально-культурных объектов в районном центре Бетюнцы. За годы её руководства Бетюнским райисполкомом были построены новые школа, дом культуры, 220 жилых домов, различные хозяйственные и производственные объекты. Указом Президиума Верховного Совета СССР от 8 апреля 1971 года за выдающиеся успехи, достигнутые в развитии сельскохозяйственного производства и выполнение пятилетнего плана продажи государству продуктов земледелия и животноводства удостоена звания Героя Социалистического Труда с вручением ордена Ленина и золотой медали «Серп и Молот».
Избиралась депутатом Верховного Совета Якутской ССР .
В 1977 году вышла на пенсию. Проживала в селе Бетюнцы, где скончалась в 1992 году.
Награды
- Орден Ленина
- Медаль «За доблестный труд в Великой Отечественной войне 1941—1945 гг.»
- Почётный гражданин Республики Якутия и Амгинского улуса[1]
- Заслуженный работник народного хозяйства Якутской АССР (1976)

Память
- Её именем названа улица в селе Бетюнцы.
- В селе Бетюнцы в 2003 году был открыт музей, посвящённый Анне Васильевой